# Fuencaliente de La Palma
Fuencaliente de La Palma – gmina w Hiszpanii, w prowincji Santa Cruz de Tenerife, we wspólnocie autonomicznej Wysp Kanaryjskich, o powierzchni 56,42 km². W 2011 roku gmina liczyła 1840 mieszkańców.